# Cerro Silvestre
Cerro Silvestre es un corregimiento del distrito de Arraiján en la provincia de Panamá Oeste, República de Panamá. La localidad tiene 31 567 habitantes (2023). Fue creado junto con Burunga en el 2003.